# NGC 6971
NGC 6971 é uma galáxia espiral (Sb) localizada na direcção da constelação de Delphinus. Possui uma declinação de +05° 59' 43" e uma ascensão recta de 20 horas, 49 minutos e 23,7 segundos.
A galáxia NGC 6971 foi descoberta em 15 de Agosto de 1863 por Albert Marth.